# Anna van Bourgondië (1192-1243)
Anna van Bourgondië ook bekend als Margaretha van Bourgondië (1192 - 1243) was van 1233 tot 1243 gravin van Savoye. Ze behoorde tot het huis Bourgondië. 

## Levensloop
Ze was de jongste dochter van hertog Hugo III van Bourgondië en diens tweede gemalin Beatrix van Albon. 
Rond het jaar 1217 huwde ze met graaf Amadeus IV van Savoye. Als bruidsschat kreeg haar echtgenoot enkele kastelen en enkele gebieden in de Viennois. Het huwelijk was een soort van vredesverdrag tussen beide families en hield onder meer in dat beide families geen aanspraak meer mochten maken op elkaars grondgebied. Ook werden Anna en Amadeus IV aangeduid als erfgenamen van haar broer Guigo VI van Viennois, die nog geen mannelijke nakomelingen had. Nadat Guigo VI toch een zoon had gekregen, werd dit ongedaan gemaakt. Het vredesverdrag tussen beide families bleef echter niet duren en in 1228 kwam het opnieuw tot een conflict.

## Nakomelingen
Anna en Amadeus IV kregen volgende kinderen:
- Beatrix (1223-1259), huwde in 1233 met markies Manfred III van Saluzzo en in 1247 met koning Manfred van Sicilië
- Margaretha (-1254), huwde in 1235 met markies Bonifatius II van Monferrato en daarna met graaf Aymar III van Valentinois